# 波赫丹尼夫卡 (別爾季切夫區)
49°54′34″N 28°18′44″E / 49.90944°N 28.31222°E
波赫丹尼夫卡（烏克蘭語：Богданівка），是烏克蘭的村落，位於該國北部日托米爾州，由別爾季切夫區負責管轄，始建於1755年，面積0.11平方公里，海拔高度297米，2001年人口32。